# Pantadenia
Pantadenia é um género botânico pertencente à família Euphorbiaceae.

## Sinonímia
- Parapantadenia Capuron

## Espécies
- Pantadenia adenanthera
- Pantadenia chauvetiae

## Nome e referências
Pantadenia Gagnep.